# Paradesmiphora farinosa
Paradesmiphora farinosa är en skalbaggsart som först beskrevs av Bates 1885. Paradesmiphora farinosa ingår i släktet Paradesmiphora och familjen långhorningar.
Artens utbredningsområde är:
- Costa Rica.
- Panama.

Inga underarter finns listade i Catalogue of Life.